# Radoslav Látal
Radoslav Látal (Olomouc, 6 gennaio 1970) è un allenatore di calcio ed ex calciatore ceco, di ruolo centrocampista, tecnico dello Jablonec.
È il 10º miglior calciatore ceco del decennio (1993-2003) secondo la rivista ceca Mladá fronta DNES.

## Carriera

### Club
Centrocampista, militò dal 1994 al 2001 in Bundesliga con lo Schalke 04, vincendo la Coppa UEFA nel 1997 e la Coppa di Germania nel 2001. Dal 1987 al 1989, dal 1991 al 1994 e nel 2001 giocò per il Sigma Olomouc. Dal 2002 al 2005 militò nel Baník Ostrava vincendo il campionato ceco nel 2004 e la Coppa della Repubblica Ceca l'anno successivo.
Con il Dukla Praha ha vinto la Coppa della Cecoslovacchia nel 1990.

### Nazionale
Giocò sia per la Cecoslovacchia che per la Rep. Ceca. Con la Nazionale cecoslovacca giocò 11 partite andando a segno due volte, con la Nazionale ceca conta 47 presenze impreziosite da una rete. Partecipò ai campionati europei di Inghilterra 1996 e Belgio-Paesi Bassi 2000.

## Palmarès

### Giocatore

#### Club

##### Competizioni nazionali
- Coppa di Cecoslovacchia: 1

Dukla Praga: 1989-1990
- Coppa di Germania: 1

Schalke 04: 2000-2001
- Campionato ceco: 1

Baník Ostrava: 2003-2004
- Coppa della Repubblica Ceca: 1

Baník Ostrava: 2004-2005

##### Competizioni internazionali
- Coppa UEFA: 1

Schalke 04: 1996-1997

### Allenatore

#### Competizioni nazionali
- Supercoppa di Bielorussia: 1

Dinamo Brest: 2018
- Coppa di Slovacchia: 1

Spartak Trnava: 2018-2019